# Opere e documenti di papa Francesco

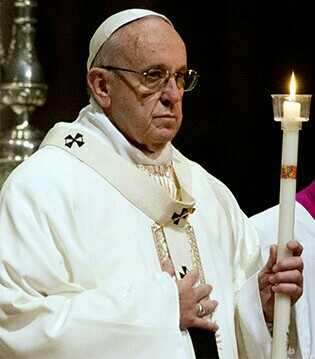
Papa Francesco

Il seguente elenco raccoglie opere e documenti del pontificato di papa Francesco.

## Documenti pontifici

### Bolle pontificie
- Misericordiæ Vultus (11 aprile 2015)
- Spes non confundit (9 maggio 2024)

### Encicliche
- Lumen fidei (29 giugno 2013)
- Laudato si' (24 maggio 2015)
- Fratelli tutti (3 ottobre 2020)
- Dilexit nos (24 ottobre 2024)

### Esortazioni apostoliche
- Evangelii gaudium (24 novembre 2013)
- Amoris laetitia (19 marzo 2016)
- Gaudete et exsultate (19 marzo 2018)
- Christus vivit (25 marzo 2019)
- Querida Amazonia (2 febbraio 2020)
- Laudate Deum (4 ottobre 2023)
- C'est la confiance (15 ottobre 2023)

### Lettere apostoliche
- Misericordia et misera (21 novembre 2016)
- Admirabile signum (1º dicembre 2019)
- Scripturae sacrae affectus (30 settembre 2020)
- Patris corde (8 dicembre 2020)
- Candor lucis aeternae (25 marzo 2021)
- Desiderio desideravi (29 giugno 2022)
- Totum amoris est (28 dicembre 2022)
- Sublimitas et miseria hominis (19 giugno 2023)

### Lettere apostoliche in forma di motu proprio
- I Sulla giurisdizione degli organi giudiziari dello Stato della Città del Vaticano in materia penale (11 luglio 2013).
- II Per la prevenzione ed il contrasto del riciclaggio, del finanziamento del terrorismo e della proliferazione di armi di distruzione di massa (8 agosto 2013).
- III Approvazione del nuovo Statuto dell'Autorità di Informazione Finanziaria (15 novembre 2013).
- IV Fidelis dispensator et prudens (24 febbraio 2014).
- V Trasferimento della Sezione Ordinaria dell'Amministrazione del Patrimonio della Sede Apostolica alla Segreteria per l'Economia (8 luglio 2014).
- VI Statuto dei nuovi Organismi Economici (22 febbraio 2015).
- VII L'attuale contesto comunicativo (27 giugno 2015).
- VIII Mitis Iudex Dominus Iesus (15 agosto 2015).
- IX Mitis et misericors Iesus (15 agosto 2015).
- X Come una madre amorevole (4 giugno 2016).
- XI Statuto del Dicastero per i Laici, la Famiglia e la Vita (4 giugno 2016).
- XII I Beni Temporali (4 luglio 2016).
- XIII Sedula Mater (15 agosto 2016).
- XIV Humanam Progressionem (17 agosto 2016)
- XV Sanctuarium in Ecclesia (11 febbraio 2017).
- XVI Maiorem hac dilectionem (11 luglio 2017).
- XVII Magnum Principium (3 settembre 2017).
- XVIII Summa Familae Cura (8 settembre 2017).
- XIX Imparare a congedarsi (12 febbraio 2018).
- XX Circa la Cappella Musicale Pontificia (17 gennaio 2019).
- XXI Vos estis lux mundi (9 maggio 2019).
- XXII Aperuit illis (30 settembre 2019).
- XXIII Riguardante l'Ufficio del Decano del Collegio Cardinalizio (29 novembre 2019).
- XXIV Sulla trasparenza, il controllo e la concorrenza nelle procedure di aggiudicazione dei contratti pubblici della Santa Sede e dello Stato della Città del Vaticano (1º giugno 2020).
- XXV Authenticum charismatis (1º novembre 2020).
- XXVI Ab initio (21 novembre 2020).
- XXVII Una migliore organizzazione (26 dicembre 2020).
- XXVIII Spiritus Domini (10 gennaio 2021).
- XXIX Modifiche in materia di giustizia (8 febbraio 2021).
- XXX Circa il contenimento della spesa per il personale della Santa Sede, del Governatorato dello Stato della Città del Vaticano e di altri Enti collegati (23 marzo 2021).
- XXXI Recante disposizioni sulla trasparenza nella gestione della finanza pubblica (26 aprile 2021).
- XXXII Recante modifiche in tema di competenza degli organi giudiziari dello Stato della Città del Vaticano (30 aprile 2021).
- XXXIII Antiquum Ministerium (10 maggio 2021).
- XXXIV Traditionis custodes (16 luglio 2021).
- XXXV Circa l’istituzione della Commissione Pontificia di verifica e applicazione del Mitis Iudex Dominus Iesus nelle Chiese d’Italia (26 novembre 2021).
- XXXVI Fidem servare con la quale viene modificata la struttura interna della Congregazione per la Dottrina della Fede (11 febbraio 2022).
- XXXVII Assegnare alcune competenze con la quale vengono mutate alcune norme del Codice di Diritto Canonico e del Codice dei Canoni delle Chiese Orientali (11 febbraio 2022).
- XXXVIII Recognitum Librum VI con la quale si modifica il can. 695 §1 del Codice di Diritto Canonico (26 aprile 2022).
- XXXIX Ad charisma tuendum per la tutela del carisma dell’Opus Dei e la promozione dell’evangelizzazione (22 luglio 2022).
- XL Sulle persone giuridiche strumentali della Curia Romana (5 dicembre 2022).
- XLI Il diritto nativo circa il patrimonio della Sede Apostolica (20 febbraio 2023).
- XLII Vocare peccatores circa la riforma del diritto penale delle Chiese orientali (20 marzo 2023).
- XLIII Vos estis lux mundi (25 marzo 2023).
- XLIV Expedit ut iura circa la modifica dei termini di ricorso del membro dimesso da un Istituto di Vita Consacrata[1] (3 aprile 2023).
- XLV Recante modifiche alla normativa penale e all’ordinamento giudiziario dello Stato della Città del Vaticano (12 aprile 2023).
- XLVI Iam pridem con la quale vengono mutate alcune norme del Codice dei Canoni delle Chiese Orientali relative ai Vescovi che hanno raggiunto gli 80 anni di età nel Sinodo dei Vescovi delle rispettive Chiese sui iuris (16 aprile 2023).
- XLVII La nuova Legge fondamentale dello Stato della Città del Vaticano (13 maggio 2023).
- XLVIII Recante modifiche ai canoni 295-296 del Codice di Diritto Canonico relativi alle Prelature Personali (8 agosto 2023).
- XLIX Ad theologiam promovendam con la quale vengono approvati nuovi statuti della Pontificia Accademia di Teologia (1º novembre 2023).
- L Vengono modificati e integrati il Motu Proprio "sulla trasparenza, il controllo e la concorrenza nelle procedure di aggiudicazione dei contratti pubblici della Santa Sede e dello Stato della Città del Vaticano", del 19 maggio 2020, e le relative "Norme" e "Tutela giurisdizionale" (27 novembre 2023).
- LI Circa i limiti e le modalità dell'ordinaria amministrazione (16 gennaio 2024).
- LII Munus Tribunalis con la quale viene modificata la Lex Propria Supremi Tribunalis Signaturae Apostolicae del 21 giugno 2008 (28 febbraio 2024).
- LIII Recante modifiche alla Legge sull’ordinamento giudiziario, alla Legge recante disposizioni per la dignità professionale e il trattamento economico dei magistrati ordinari del Tribunale e dell’Ufficio del Promotore di giustizia e al Regolamento Generale del Fondo Pensioni (27 marzo 2024).
- LIV Fide Incensus con la quale viene concesso a tutti gli ordini, alle congregazioni e alle comunità che si ispirano al carisma di Santo Spirito in Sassia, il culto liturgico di fratel Guido di Montpellier, con il titolo di beato (18 maggio 2024).
- LV Fratello Sole (21 giugno 2024).
- LVI La vera bellezza (1º ottobre 2024).

### Costituzioni apostoliche
- Quo firmiores (1º maggio 2013).
- Quo aptius spirituali (23 dicembre 2013).
- Patrimonium Ecclesiarum (23 dicembre 2013).
- Cum ad aeternam (28 dicembre 2013).
- Cum ad aeternam (18 marzo 2014).
- Attenta deliberatione (12 maggio 2014).
- Quo aptius (12 maggio 2014).
- Christi voluntate (9 giugno 2014).
- Ad totius dominici gregis (25 giugno 2014).
- Undecim abhinc annos (11 luglio 2014).
- Contemplationi faventes (23 ottobre 2014).
- Inter eximias (6 novembre 2014).
- Cum ad provehendam (22 dicembre 2014).
- Multum fructum (19 gennaio 2015).
- Quae maiori (19 gennaio 2015).
- Quo flagranti (26 gennaio 2015).
- Quo satius (19 marzo 2015).
- De spiritali itinere (19 marzo 2015).
- In hac suprema (19 marzo 2015).
- Ad aptius (19 marzo 2015).
- Qui successimus (19 marzo 2015).
- Nos, qui (26 marzo 2015).
- Quo aptius (26 marzo 2015).
- Spiritualem urbertatem (6 agosto 2015).
- Ad aptius consulendum (3 dicembre 2015).
- Saeculorum decursu (18 dicembre 2015).
- Conscii omnio (18 dicembre 2015).
- Ad aptius consulendum (18 dicembre 2015).
- Cum ad aptius (29 dicembre 2015).
- Ab Domino ipso (25 gennaio 2016).
- Qui consiliis (15 marzo 2016).
- Cum ad aeternam (11 aprile 2016).
- Vultum Dei quaerere, sulla vita contemplativa femminile (29 giugno 2016).
- In Apostolorum (16 luglio 2016).
- Veritatis gaudium, circa le Università e le Facoltà ecclesiastiche (8 dicembre 2017).
- Episcopalis communio, sul Sinodo dei Vescovi (15 settembre 2018).
- Pascite Gregem Dei (23 maggio 2021).
- Praedicate evangelium (19 marzo 2022).
- In ecclesiarum communione (6 gennaio 2023).

## Opere personali

### Libri
- (ES) Meditaciones para religiosos, 1982.
- (ES) Reflexiones sobre la vida apostólica, 1986.
- (ES) Reflexiones en esperanza, Buenos Aires, Ediciones Universidad del Salvador, 1992,  p. 351.
- (ES) Diálogos entre Juan Pablo II y Fidel Castro, Buenos Aires, Ciudad Argentina, 1998,  p. 144, ISBN 978-987-507-074-5.
- (ES) Hambre y sed de justicia. Desafíos del Evangelio para nuestra patria, Buenos Aires, Editorial Claretiana, 2001,  p. 96, ISBN 978-950-512-427-5.
- (ES) Educar exigencia y pasión. Desafíos para educadores cristianos, Buenos Aires, Editorial Claretiana, 2003,  p. 192, ISBN 978-950-512-457-2.
- (ES) Ponerse la patria al hombro, Buenos Aires, Editorial Claretiana, 2004,  p. 144, ISBN 978-950-512-558-6.
- (ES) Corrupción y pecado. Algunas reflexiones en torno al tema de la corrupción, Buenos Aires, Editorial Claretiana, 2005,  p. 48, ISBN 978-950-512-572-2.
- (ES) La nación por construir. Utopía, pensamiento y compromiso, Buenos Aires, Editorial Claretiana, 2005,  p. 80, ISBN 978-950-512-546-3.
- (ES) Sobre la acusación de sí mismo, Buenos Aires, Editorial Claretiana, 2006,  p. 48, ISBN 978-950-512-549-4.
- (ES) El verdadero poder es el servicio, Buenos Aires, Editorial Claretiana, 2007,  p. 368, ISBN 978-950-512-628-6.
- (ES) Las deudas sociales de nuestro tiempo, Buenos Aires, Ciudad Argentina, 2009,  p. 16, ISBN 978-987-507-346-3.
- (ES) Educar, elegir la vida. Propuestas para tiempos difíciles, Buenos Aires, Editorial Claretiana, 2010,  p. 176, ISBN 978-950-512-541-8.
- (ES) Reflexiones sobre solidaridad y desarrollo, Buenos Aires, Ciudad Argentina, 2010,  p. 18, ISBN 978-987-507-352-4.
- (ES) con Abraham Skorka, Sobre el cielo y la tierra, Buenos Aires, Editorial Sudamericana, 2010,  p.  228., ISBN 978-950-07-3293-2. (tr. it.:  Il cielo e la terra, Milano, Mondadori, 2013,  p.  224., ISBN 978-88-04-63215-3.)
- (ES) Mente abierta, corazón creyente, Buenos Aires, Editorial Claretiana, 2012,  p. 240, ISBN 978-950-512-778-8.
- (ES) Rehabilitación de la política y compromiso cristiano,  p. 48, ISBN 978-987-24178-0-2.
- Vi chiedo di pregare per me. Inizio del ministero petrino di papa Francesco, Città del Vaticano, Libreria editrice vaticana, 2013. ISBN 978-88-209-9056-5.
- Non lasciatevi rubare la speranza, Città del Vaticano, Libreria editrice vaticana, 2013. ISBN 978-88-209-9098-5.
- La gioia di evangelizzare. [Dal 22 maggio 2013 al 21 luglio 2013], Città del Vaticano, Libreria editrice vaticana, 2013. ISBN 978-88-209-9129-6.
- Omelie del mattino nella cappella della Domus Sanctae Marthae

I, 22 marzo - 6 luglio, Città del Vaticano, Libreria editrice vaticana, 2013. ISBN 978-88-209-9168-5.
II, 2 settembre - 31 gennaio 2014, Città del Vaticano, Libreria editrice vaticana, 2013. ISBN 978-88-209-9267-5.
III, 3 febbraio - 30 giugno 2014, Città del Vaticano, Libreria editrice vaticana, 2013. ISBN 978-88-209-9376-4.
- Percorriamo le vie della pace, Città del Vaticano, Libreria editrice vaticana, 2013. ISBN 978-88-209-9192-0.
- Lettera enciclica Lumen Fidei del sommo pontefice Francesco ai vescovi ai presbiteri e ai diaconi alle persone consacrate e a tutti i fedeli laici sulla fede, Città del Vaticano, Libreria editrice vaticana, 2013.
- Esortazione apostolica Evangelii gaudium del santo padre Francesco ai vescovi, ai presbiteri e ai diaconi, alle persone consacrate e ai fedeli laici sull'annuncio del Vangelo nel mondo attuale, Città del Vaticano, Libreria editrice vaticana, 2013. ISBN 978-88-209-9197-5.
- Varcare la soglia della fede. Lettera del cardinale Jorge Mario Bergoglio all'Arcidiocesi di Buenos Aires per l'Anno della fede, 1º ottobre 2012, Città del Vaticano, Libreria editrice vaticana, 2013. ISBN 978-88-209-9055-8.
- Solo l'amore ci può salvare, Città del Vaticano, Libreria editrice vaticana, 2013. ISBN 978-88-209-9078-7.
- Noi come cittadini, noi come popolo. Verso un bicentenario in giustizia e solidarietà 2010-2016, Milano-Città del Vaticano, Jaca book-Libreria editrice vaticana, 2013. ISBN 978-88-16-30532-8.
- In Lui solo la speranza. Esercizi spirituali ai vescovi spagnoli (15-22 gennaio 2006), Milano-Città del Vaticano, Jaca book-Libreria editrice vaticana, 2013. ISBN 978-88-16-30534-2.
- Servire gli altri. Memoria e cammino di speranza, Milano-Città del Vaticano, Jaca book-Libreria editrice vaticana, 2013. ISBN 978-88-16-30535-9.
- Riflessioni di un pastore. Misericordia, missione, testimonianza, vita, Città del Vaticano, Libreria editrice vaticana, 2013. ISBN 978-88-209-9182-1.
- Papa Francesco e la famiglia, Città del Vaticano, Libreria editrice vaticana, 2013. ISBN 978-88-209-9149-4.
- I messaggi del papa su Twitter, Città del Vaticano, Libreria editrice vaticana, 2013. ISBN 978-88-209-9160-9.
- Fraternità, fondamento e via per la pace. Messaggio del santo padre Francesco per la celebrazione della giornata mondiale della pace. 1º gennaio 2014, Città del Vaticano, Libreria editrice vaticana, 2013. ISBN 978-88-209-9196-8.
- È bello per noi essere qui. Rio de Janeiro, 22-29 luglio 2013 XXVIII Giornata Mondiale della Gioventù, Città del Vaticano, Libreria editrice vaticana, 2013. ISBN 978-88-209-9143-2.
- Alle sorgenti della fede. 24-26 maggio 2014, Città del Vaticano, Libreria editrice vaticana, 2014. ISBN 978-88-209-9342-9.
- Apriamoci alla luce del Signore. [dal 5 marzo 2014 al 29 giugno 2014], Città del Vaticano, Libreria editrice vaticana, 2014. ISBN 978-88-209-9345-0.
- Conversazioni sulla Bibbia. Solidarietà, dignità, preghiera, ragione e fede, con Abraham Skorka e Marcelo Figueroa, Città del Vaticano, Libreria editrice vaticana, 2014. ISBN 978-88-209-9306-1.
- Aprite la mente al vostro cuore, Milano, Rizzoli, 2013. ISBN 978-88-17-06850-5.
- Il cielo e la terra. Il pensiero di papa Francesco sulla famiglia, la fede e la missione della Chiesa nel XXI secolo, con Abraham Skorka, Milano, Mondadori, 2013. ISBN 978-88-04-63215-3.
- Così pensa papa Francesco. Riflessioni e spiritualità, Milano, Francesco Mondadori, 2013. ISBN 978-88-97702-11-5.
- Dacci la grazia della tenerezza. Sullo spirito del Natale, Novara, Interlinea, 2013. ISBN 978-88-8212-917-0.
- Dialogo tra credenti e non credenti, con Eugenio Scalfari, Torino-Roma, Einaudi-La Repubblica, 2013. ISBN 978-88-06-21995-6.
- Dio nella città, Cinisello Balsamo, San Paolo, 2013. ISBN 978-88-215-7922-6.
- Educare

I, Nel cuore dell'uomo. Utopia e impegno, Milano, Bompiani, 2013. ISBN 978-88-452-7445-9.
II, Scegliere la vita. Proposte per tempi difficili, Milano, Bompiani, 2013. ISBN 978-88-452-7447-3.
III, Disciplina e passione. Le sfide di oggi per chi deve educare, Milano, Bompiani, 2013. ISBN 978-88-452-7446-6.
- Guarire dalla corruzione, Bologna, EMI, 2013. ISBN 978-88-307-2137-1.
- La mia porta è sempre aperta. Una conversazione con Antonio Spadaro, Milano, Rizzoli, 2013. ISBN 978-88-17-07237-3.
- Non abbiate paura della tenerezza. Le omelie e le parole del papa che sta cambiando la Chiesa di Roma, Roma, Newton Compton, 2013. ISBN 978-88-541-6173-3.
- Non fatevi rubare la speranza. La preghiera, il peccato, la filosofia e la politica pensati alla luce della speranza, Milano, Mondadori, 2013. ISBN 978-88-04-63348-8.
- Papa Francesco. Il nuovo papa si racconta, conversazione con Sergio Rubin e Francesca Ambrogetti, Milano, Salani, 2013. ISBN 978-88-215-7915-8; 2013. ISBN 978-88-6715-549-1.
- È l'amore che apre gli occhi, Milano, Rizzoli, 2013. ISBN 978-88-17-06873-4.
- Pensieri dal cuore, Cinisello Balsamo, San Paolo, 2013. ISBN 978-88-215-9027-6.
- Perché mi chiamo Francesco, Città del Vaticano-Milano, Libreria Editrice Vaticana-Figlie di San Paolo, 2013. ISBN 978-88-315-4355-2.
- Umiltà, la strada verso Dio, Bologna, EMI, 2013. ISBN 978-88-307-2136-4.
- Il Vangelo del sorriso, Milano, Piemme, 2013. ISBN 978-88-566-3474-7.
- L'amore è contagioso. Il vangelo della giustizia, Milano, Piemme, 2014. ISBN 978-88-566-4109-7.
- La bellezza educherà il mondo, Bologna, EMI, 2014. ISBN 978-88-307-2175-3.
- Camminare con Gesù. Il cuore della vita cristiana, Cinisello Balsamo, San Paolo, 2014.
- Il cardinale Bergoglio al rinnovamento. Scritti e discorsi, Roma, Edizioni Rinnovamento dello Spirito Santo, 2014. ISBN 978-88-7878-233-4.
- Chi sono i gesuiti, Bologna, EMI, 2014. ISBN 978-88-307-2192-0.
- La Chiesa della misericordia, Cinisello Balsamo, San Paolo, 2014. ISBN 978-88-215-9175-4.
- Il nome di Dio è Misericordia, una conversazione con Andrea Tornielli, Milano, Piemme, 2016. ISBN 978-88-566-5314-4.
- Imparare ad imparare (con prefazione di Valeria Fedeli), Venezia, Marcianum Press, 2017. ISBN 978-88-6512-589-2.
- Ti auguro il sorriso. Per tornare alla gioia, Milano, Libreria Pienogiorno, 2020. ISBN 979-12-8022-904-5.

### CD
- Wake Up! (2015)